# Escalante (Utah)
Escalante es una ciudad en el condado de Garfield, Utah, Estados Unidos. Se encuentra a lo largo de la autopista "Utah Scenic Byway 12". Según el censo de 2000 la población era de 818 habitantes.

## Geografía
Escalante se encuentra en las coordenadas 37°46′10″N 111°36′5″O / 37.76944, -111.60139, en parte rodeada por el "Grand Staircase-Escalante National Monument".
Según la oficina del censo de Estados Unidos, la ciudad tiene una superficie total de 7,6 km². No tiene superficie cubierta de agua.

## Demografía
Según el censo de 2000, había 818 habitantes, 304 casas y 220 familias residían en la ciudad. La densidad de población era 107,4 habitantes/km². Había 404 unidades de alojamiento con una densidad media de 53.1 unidades/km².
La ciudad estaba poblada en 2000 mayoritariamente por blancos (93,89%), 2,32% de indios americanos, 0,98% de asiáticos, 0,24% de otras razas y 2,57% de dos o más razas. Los hispanos o latinos de cualquier raza eran el 4,03% de la población.
Había 304 casas, de las cuales el 34,2% tenía niños menores de 18 años, el 63,2% eran matrimonios, el 5,6% tenía un cabeza de familia femenino sin marido, y el 27,6% no eran familia. El 24,0% de todas las casas tenían un único residente y el 11,5% tenía sólo residentes mayores de 65 años. El promedio de habitantes por hogar era de 2,69 y el tamaño medio de familia era de 3,22.
El 31,2% de los residentes era menor de 18 años, el 6,0% tenía edades entre los 18 y 24 años, el 25,3% entre los 25 y 44, el 22,6% entre los 45 y 64, y el 14,9% tenía 65 años o más. La media de edad era 36 años. Por cada 100 mujeres había 105,5 hombres. Por cada 100 mujeres de 18 años o más, había 98,2 hombres.
El ingreso medio por casa en la ciudad era de 32.143$, y el ingreso medio para una familia era de 35.500$. Los hombres tenían un ingreso medio de 30.385$ contra 19.028$ de las mujeres. Los ingresos per cápita para la ciudad eran de 13.501$. Aproximadamente el 7,3% de las familias y el 11,2% de la población estaban por debajo del nivel de pobreza, incluyendo el 8,5% de menores de 18 años y el 9,0% de mayores de 65.